# Irrenschloss

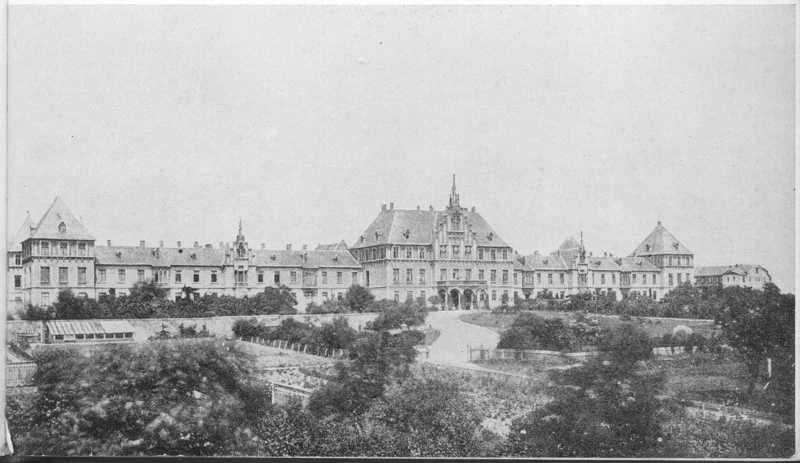
Irrenschloss w 1864

Irrenschloss – pospolita nazwa ("zamek obłąkanych") dla miejskiego zakładu dla umysłowo chorych i epileptyków (Anstalt für Irre und Epileptische) we Frankfurcie nad Menem, założonego przez Heinricha Hoffmana, dyrektora instytucji w latach 1851–1888. Irrenschloss znajdował się na obrzeżach miasta, obecnie w dzielnicy Frankfurt-Westend. Następcą Hoffmana był Emil Sioli; w tym czasie pracujący tam profesor Alois Alzheimer opisał chorobę, znaną dziś od jego imienia jako choroba Alzheimera. 
Ponieważ z czasem budynki nie spełniały wymagań technicznych, w 1928 zakład przemianowano na Städtische und Universitätsklinik für Gemüts- und Nervenkranke i przeniesiono do dzielnicy Niederrad.
Irrenschloss należał następnie do IG Farben, a po 1945 mieściła się tam siedziba amerykańskich sił zbrojnych. Następnie przeniesiono tam klinikę Uniwersytetu we Frankfurcie nad Menem.